# 田辺大根
田辺大根（たなべだいこん）は、大根の一種。
摂津国東成郡田辺地区（現・大阪府大阪市東住吉区）の特産で、なにわの伝統野菜。一時は姿を消したが、伝統野菜として再評価され復活する。

## 沿革
5世紀から6世紀にかけて、上町台地の東側（河内平野）は塩分を含む内海湖だったが、その後の海岸線の後退により淡水湖となり、大和川や淀川が運ぶ土砂の堆積により野菜耕作に適した砂質土壌が形成された。
特に江戸時代中期には大和川の付替工事により、河内平野が広大な干拓農地となり、野菜や木綿が生産された。また、大坂は米の集散地（天下の台所）として繁栄した関係で食文化も高度化し、いわゆる食通が増加して内外から種々の食材が持込まれ、独特の味を有する農産物が産出されるに至った。
田辺大根は江戸時代に栽培が始まり、天保7年（1836年）の『新改正摂津国名所旧跡細見大絵図』にも、田辺の大根について記述がある。白あがり京だいこんとねずみだいこんが交雑して田辺地区に土着したのがルーツとされる。
明治時代の田辺大根は、短根で縦横がほぼ同じ長さであったのが、次第に縦長な形に改良された。縦長な田辺大根を特に「横門大根」と呼ぶことがある。この「横門」とは、東住吉区山坂の法楽寺の門であるという説がある（法楽寺周辺は改良された田辺大根の産地の中心だったことによる）。

## 特徴
根部は白色の円筒形で、末端が少し膨大し、丸みを帯び、長さ20cm、太さ9cmほど。一般の大根に比べ、糖度が高く粘りがあるのが特徴。加熱すると甘みが増すため、主に煮食用で甘漬にも適している。
葉には毛茸（もうじ）がなく、小松菜のような外見を呈する。
播種時期は9月が適期。1アール当たり700-800株の栽培で、収量は300-400kg。収穫は11月から翌年1月。

## 復活と保存
明治から大正・昭和にかけて食生活が洋風化し、味よりも生産性（低価格）や外形（味に無関係な美形）を重視する消費者嗜好の変化から、伝統野菜は新しい品種によって駆逐されていく。田辺大根の場合は宅地化の進行と1950年頃に発生したウイルス病により市場から一時姿を消した。
1987年、大阪府立食とみどりの総合技術センターの元研究者で農学博士の森下正博が、大阪市の農産物品評会で田辺大根の種子を発見する。種子を譲り受け、栽培していたところ、1999年、「原産地の田辺で復活栽培できないか」と考えた市民グループが「田辺大根ふやしたろう会」を結成した。同会メンバーの谷福江は「田辺大根は地域の人々を結ぶ材料になっている」と強調する。
2005年、大阪府の制度として「なにわの伝統野菜」の認証が始まる。田辺大根も同制度の認証を受けている。
現在、原産地である大阪市の他、河南町、貝塚市、堺市など府内各地で生産されている。
2018年12月29日、『満天☆青空レストラン』で放送される。

### 法楽寺
2003年12月20日、「田辺大根の碑」という石碑が法楽寺境内に設置される。
法楽寺では毎月28日に不動縁日を行っているが、とくに年末の12月28日に行われるものは「しまい不動」として多くの参拝客を集めている。田辺大根が復活して以降、この「しまい不動」において、田辺大根の大根炊き（近江の赤こんにゃくとあわせて紅白）を参拝客に振る舞っている。